# Aeroportul Jefferson City Memorial
Aeroportul Jefferson City Memorial (IATA: JEF, ICAO: KJEF, FAA LID: JEF) este un aeroport din Missouri, Statele Unite ale Americii. Aeroportul a fost tranzitat în 2019 de 78 de pasageri.
Situat la o altitudine de 167 m, aeroportul dispune de 2 piste.

## Infrastructură

### Piste
Aeroportul dispune de 2 piste. Pista 12/30 are suprafața de beton și dimensiunile 6.001 picioare × 100 picioare. Pista 09/27 are suprafața de asfalt și dimensiunile 3.401 picioare × 75 picioare. 